# 저먼한이빨이끼쥐
저먼한이빨이끼쥐(Pseudohydromys germani)는 쥐과에 속하는 설치류의 일종이다. 뉴기니 남동부 산악 지대에서 발견된다.

## 특징
작은 설치류로 꼬리 길이 95~103mm를 제외한 몸길이가 87~105mm, 발 길이가 20~22mm이다. 귀 길이는 11~12.6mm, 몸무게는 최대 29.5g이다. 털은 길고 부드러우며 무성하다. 등 쪽 털은 회색과 검은색을 띠는 반면에 배 쪽은 밝다. 귀는 짙은 회색이다. 꼬리 길이와 몸길이가 비슷하고, 꼬리는 짙은 회색을 균일하게 띠며 희끄무레한 반점이 덮여 있기도 하며 끝 부분이 희다.

## 생태
육생 동물이다. 먹이는 곤충과 벌레 등이다.

## 분포 및 서식지
뉴기니 섬의 중부 코르디예라 산맥 극동부 지역의 오웬 스탠리 산맥에 널리 분포한다. 해발 1,300~1,570m의 산악 이끼숲에 서식한다.

## 보전 상태
분포 지역에서 개체에 대한 정보가 거의 없기 때문에 국제 자연 보전 연맹(IUCN)의 적색 목록에서 "정보부족종"으로 분류하고 있다.